# 사세보 소학교 6학년 여아 동급생 살해 사건
네바다 땅(본명: 츠지 나츠미, 일본어: 辻菜摘, 1992년 11월 21일 ~ )은 일본의 살인자이다.

## 사세보 초등학생 살인 사건
사건의 발단은 네바다의 동료 학생인 미타라이 사토미(御手洗怜美, 당시 11)가 인터넷에 같은 반 친구들에 대해 남긴 글이었다. 특별히 문제 될 것이 없는 평범한 글이었으나, 당시 미타라이와 사이가 나빴던 네바다는 그 내용에 앙심을 품게 되어 미타라이에게 보복할 것을 결심하고 2004년 6월 1일, 학교에서 점심시간에 미타라이를 불러내 미타라이의 목을 커터칼로 찔러 숨지게 했다. 미타라이의 목에 입혀진 상처는 깊이 10cm 깊이 약 12cm로 뼈가 보일 정도의 깊은 상처였다. 네바다는 범행 뒤에도 약 15분간 현장에 머물렀으며 미타라이의 시신을 발로 걷어차며 생사를 확인하고 피투성이가 된 채로 교실로 돌아갔다. 네바다는 전날 본 TV 드라마 '호스티스 형사 위기일발 6'에 커터칼로 사람을 살해하는 장면이 있어서 그것을 참고해서 살인을 계획했다고 진술했다. 당시 네바다는 11세였다.
'네바다 땅'이라는 별명이 붙은 이유는 네바다가 급우를 살해할 당시 입고 있었던 옷이 NEVADA라고 씌어진 후드 티셔츠였기 때문이었다.

## 사건 이후
사건이 일어난 뒤에 네바다는 귀여운 외모 때문에 그림 게시판(ru)이나 2ch 등, 인터넷상에서 인기를 끌게 되었다. 또 본명에 대한 추측이 난무하였으나, 미성년 범죄자의 신상 공개를 제한하는 법률로 인해 본명이 알려지는 데는 상당한 시간이 걸렸으며, 본명보다 사건 직후 인터넷에 퍼진 "NEVADA"라고 쓰인 티셔츠를 입은 사진이 널리 알려지면서 여기서 '네바다 땅'이란 별명이 생겨나 이후 이 별명으로 널리 알려졌다('땅'은 소위 모에 계열의 호칭이다.) 그러나 후지 TV의 방송 보도 중 네바다의 일기장을 클로즈업한 부분에서 화면에 나간 페이지의 뒷 페이지가 비쳐 보였고, 비쳐 보인 반대편 페이지에 ナツミ(나츠미)라고 이름이 쓰여 있었다. 이는 추측되고 있던 이름 중의 하나와 일치하였고, 이어 인근 주민 등의 증언으로 인해 성씨까지 드러나 본명도 알려지고 말았다.
경찰 수색 결과, 네바다의 컴퓨터에서는 잔인하고 잔혹한 그림과 동영상이 다수 발견되었다. 또 네바다의 공격적 성향은 히키코모리적 행동으로 말미암은 현실과의 단절, 인터넷 중독, 만화영화 열중 등이 원인으로 추정되었다.
네바다는 언니의 랜탈카드를 사용하여 15세미만 관람불가 영화 '배틀로얄'을 대여점에서 빌려 몇번이나 시청하고 있었고 배틀로얄의 동인 소설을 쓰고 있었다. 그 동인 소설 설정은 자신이 다니는 6학년 인원과 같은 38명이 살인을 하는 스토리로 각 캐릭터 모델과 이름이 동급생과 비슷했지만 피해자 등장인물은 미타라이 사토미 본명이었다.
네바다의 장래희망은 만화가, 필명은 dhuo19, 좋아하는 인물은 시바사키 코우와 마에다 아이라고 하였다. 그림도 많이 그렸는데 방송에 소개되기도 하였다. 그 중 하나에는 한국어도 적혀있었는데, '좋은 하루 되세요'였다.
이후 네바다는 일시 수감되었다가 2004년 9월 16일, 2년간 보호처분을 받고 도치기현에 이감되었고. 이후 2006년 9월, 형량이 늘어나 2013년까지 복역을 하기 되었다.

## 참고 문헌
1. ↑  BBC News: BBC News: Japan in shock at school murder, 2004-06-02
2. ↑  일본 초등학생 친구살인 풀스토리: http://ilyo.co.kr/?ac=article_view&entry_id=24696, 2004-06-27
3. ↑  The Japan Times: Sasebo killer moved to institution 보관됨 2005-02-25 - 웨이백 머신, 2004-09-17

## 같이 보기
- 사세보 여고생 살해 사건
- 메리 벨 - 네바다와 마찬가지로 11세 때 살인을 저지른 영국인.
- 촉법소년
- 청소년 범죄
- 소년법